# Colonia Del Valle (Ciudad de México)
La Colonia Del Valle, o simplemente Del Valle, es una colonia ubicada al centro-sur de la Ciudad de México, en la Alcaldía Benito Juárez. Fundada como barrio de recreo aristócrata en época del Porfiriato, ha sido testigo de las diversas transformaciones de la capital conforme el tiempo.
Con numerosas áreas verdes, como el parque Hundido o el parque de los Venados, vías como la avenida de los Insurgentes, centros comerciales como Plaza Universidad, locales, restaurantes, hoteles, cafeterías y boutiques, hospitales como el Centro Médico Nacional 20 de Noviembre del ISSSTE y el Hospital General de Zona 1-A del IMSS y algunos monumentos, es considerada uno de los puntos de referencia de la ciudad, considerada como una de las zonas de mayor plusvalía en México.

## Historia

### Antecedentes prehispánicos y virreinato
En el área donde hoy se encuentra la Colonia Del Valle hay poblaciones que datan de los tiempos en que los españoles conquistaron el Valle de México. Ejemplo de estos pueblos originarios son, entre otros, San Lorenzo Xochimanca y Tlacoquemécatl, que en su momento se convirtieron en haciendas, y que hasta la fecha conservan algunos elementos de su identidad histórica.

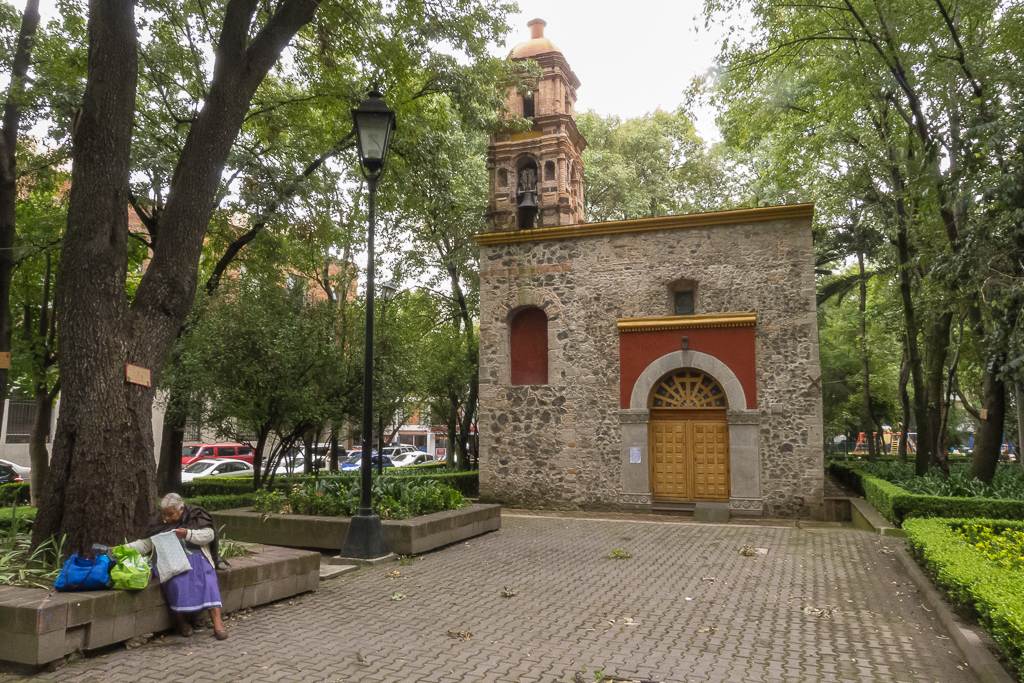
Iglesia de San Lorenzo Mártir, edificio de la época colonial,.

En el siglo XVI, en los primeros años de la colonia, la zona pasó a formar parte del Corregimiento de Coyoacán, uno de los distintos territorios que fueron otorgados a Hernán Cortés como parte del Marquesado del Valle de Oaxaca, y que se extendía hasta lo que hoy conocemos como Mixcoac, colonia Nápoles y la colonia Narvarte.
El primer antecedente para la integración territorial de la zona se dio en la segunda parte del siglo XVII, cuando la Compañía de Jesús empezó a adquirir terrenos para así conformar en 1683 la Hacienda de San Borja. Los jesuitas hicieron productiva dicha hacienda durante varias décadas, hasta su expulsión del Imperio Español en 1767, lo cual derivó en fuese adquirida en 1782 por los primeros marqueses de Selva Nevada. Posteriormente, en 1821, fue vendida al coronel Pedro Antonio de Acevedo, quien la legó a sus dos hijas: Mariana y Dolores. Fue en 1851 cuando María del Refugio Herrera, hija de esta última, junto con su esposo chileno Juan de Dios Pradel, iniciaron su venta en grandes porciones.

### Final delsigloXIX, fraccionamiento y Porfiriato

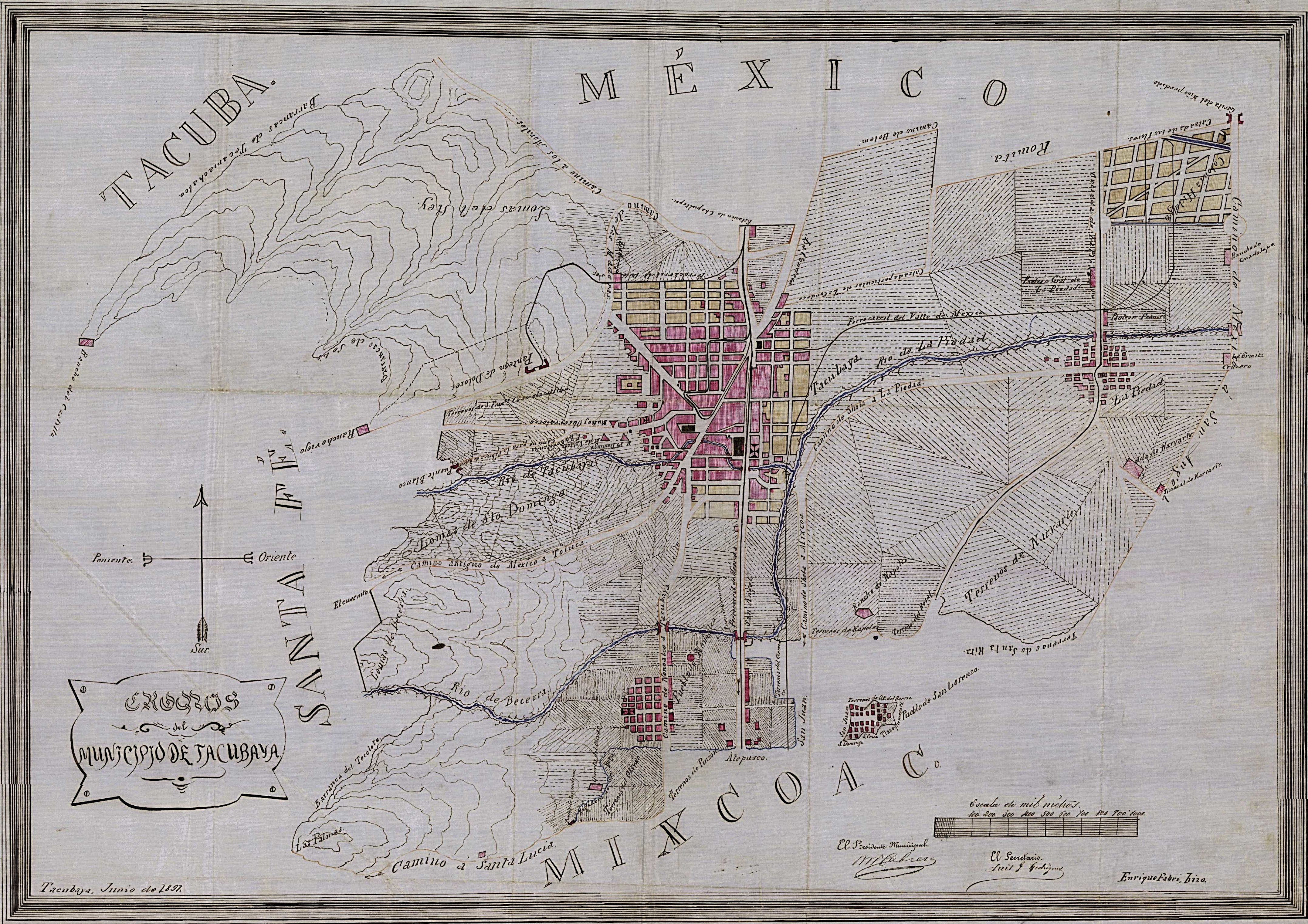
Pueblo de San Lorenzo Xochimanca, predecesor de la contemporánea Colonia Del Valle, mapa del municipio de Tacubaya,.

Con el paso del tiempo, la zona se fue consolidando como un importante centro agrícola abastecedor de la Ciudad de México, que aunado a su tranquilidad y su relativa cercanía con el centro de la ciudad, se fue convirtiendo en sitio de descanso para las familias acaudaladas del Porfiriato.
Durante el gobierno de Porfirio Díaz continuó la construcción de "villas campestres" en toda la zona, contemporáneas son Polanco, la Colonia Roma o la Condesa al sur y poniente del Valle de México. En este caso, en los alrededores de los entonces pueblos de San Ángel y Mixcoac, siendo en las inmediaciones de este último donde importantes funcionarios del gobierno como José Yves Limantour, secretario de Hacienda establecieron lujosas casonas de descanso, lo que atrajo para la primera mitad del siglo XX a varias familias, de entre las que destaca la comunidad alemana que se estableció en lo que actualmente es la calle de Holbein creando la Colonia Berlín, hoy Ciudad de los Deportes.
Esa época fue clave en el desarrollo de la ciudad y de la Colonia Del Valle, fue entonces cuando se empezaron a crear varios fraccionamientos en los alrededores de Mixcoac como la Colonia "El Zacatillo" junto al poblado de Actipan del cual prevalece el Templo de Santo Tomás en la calle de Elefante cerca de donde hoy se encuentra Galerías Insurgentes. Cabe destacar que el nombre de colonias fue usado en esa época para definir a las nuevas urbanizaciones dotadas de todos los servicios y planeadas integralmente, retomando el nombre de colonia de tiempos de los conquistadores al referirse a "llevar la modernidad y la civilización" a los lugares deshabitados de ese entonces.

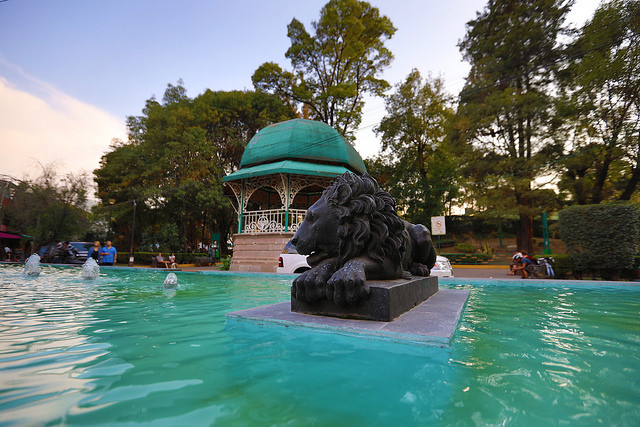
Parque Mariscal Sucre, con la Fuente de los Leones y el Quiosco Francés de estilo Art nouveau, data del primer cuarto del.

Finalmente, en noviembre de 1908, empezó el fraccionamiento de la Colonia Del Valle en los terrenos de los antiguos ranchos de Santa Cruz, San Borja, Santa Rita, Tlacoquemécatl, Amores y del rancho de Nápoles, nombres que algunas calles de la colonia aún los conservan. Y ya para el año de 1913 funcionaba una línea de tranvía llamada "Colonia Del Valle" que llegaba desde el centro de la ciudad. De esa época perduran algunas casas ubicadas principalmente en el norte de la colonia, cerca de la Torre AXA. Las casas de esa época eran de tipo campestre ya que el ayuntamiento de la ciudad solo otorgó permiso para este tipo de construcciones en este fraccionamiento, mismas que debían contar con grandes jardines para el cultivo en terrenos de por lo menos 1000 m cuadrados cada uno, de ahí el origen de varias de la grandes mansiones de la zona.
No fue sino hasta comienzos del siglo XX cuando empezó a darse la urbanización de esta parte de la Ciudad de México. En 1908, se creó la compañía Colonia Del Valle, S.A., que buscaba fraccionar diversos ranchos y haciendas: Colorado de Nápoles, Los Amores, Santa Rita, Colonia Rural Santa Cruz, entre otros.
A pesar de que a través de ella pasaba el tranvía que conectaba a la Ciudad de México con el entonces pueblo de Coyoacán, la colonia tuvo un lento desarrollo hasta 1920, cuando se amplió y se pavimentó la avenida de los Insurgentes, a lo largo de la cual se empezaron a construir enormes casonas. Dicho desarrollo marcó una nueva etapa en el desarrollo de la zona, a lo cual se le sumó la construcción de monumentos y el desarrollo de áreas verdes, como es el caso del parque Hundido, en la zona de la vecinas colonias Noche Buena y Extremadura Insurgentes, el cual se ubica en lo que antes fue una ladrillera.

### PlenosigloXX, consolidación y re-ordenamiento

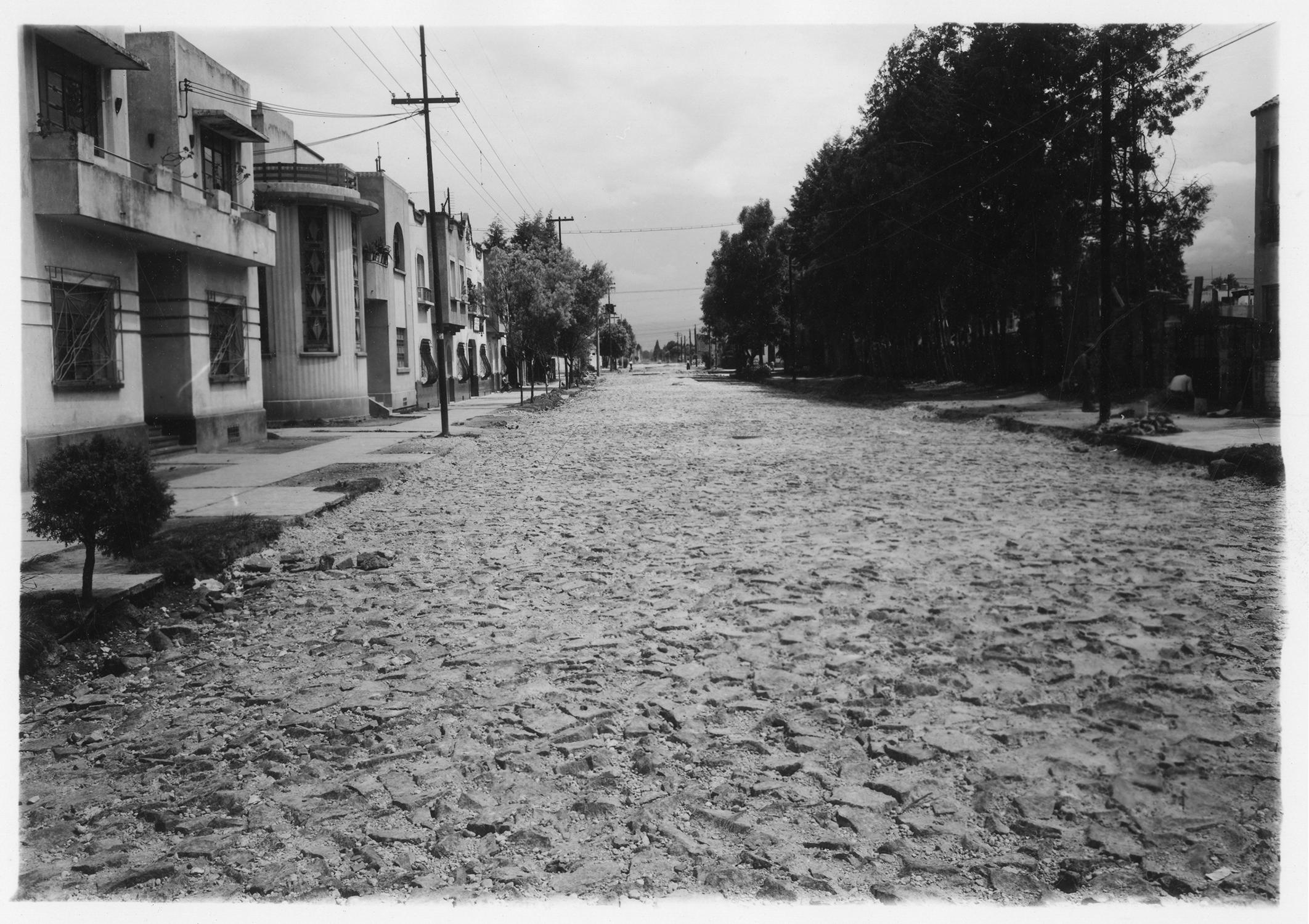
Pavimentación de la avenida Gabrel Mancera en 1940.

Para la década de 1960, la zona ya estaba completamente urbanizada, lo mismo que diversas colonias adyacentes de similar perfil y nivel socioeconómico, lo cual favoreció el desarrollo comercial de toda la zona. Dos ejemplos destacados fueron la inauguración en 1962 de la tienda departamental Liverpool, ubicada en avenida de los Insurgentes y calle Parroquia, cuya posterior expansión dio origen al centro comercial Galerías Insurgentes y, en 1965, la apertura de la sucursal de la funeraria Gayosso, en la avenida Félix Cuevas.

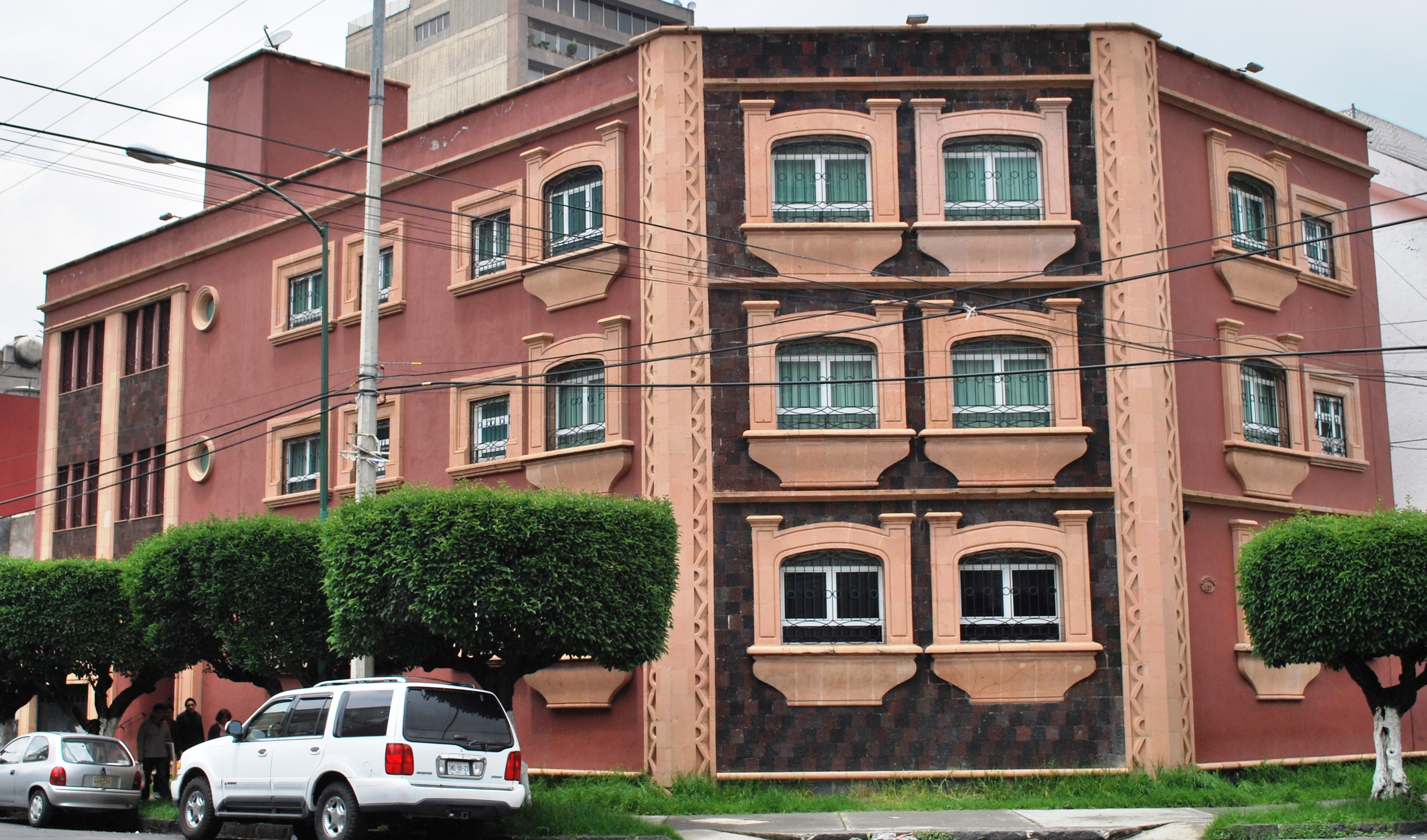
Un edificio ecléctico, de una de las calles del barrio.

En 1978, la construcción de los llamados "ejes viales", avenidas amplias y de largo alcance, concebidas para dar paso al creciente tráfico vehicular de la ciudad. Transformó radicalmente, y en forma definitiva, la fisonomía de la colonia. Varias de sus principales calles, hasta entonces tranquilas, fueron ampliadas y sus camellones fueron retirados y cubiertos por asfalto, dando así paso a los Ejes 4, 5, 6, 7 y 8 Sur (dirección oriente-poniente), y al 1, 2 y 3 Poniente (sur-norte).
Ante dichos cambios, aunados al relevo generacional de muchas familias y al aumento en el valor de las propiedades, en los años siguientes hubo un importante desplazamiento poblacional en la Colonia Del Valle; muchos de sus habitantes se mudaron a áreas más tranquilas de la ciudad, y comenzó un proceso de reconversión en el uso del suelo, de tal modo que muchas de sus mansiones fueron remplazadas por edificios de apartamentos o conjuntos de casas, o bien se convirtieron en oficinas, restaurantes, comercios y escuelas, y las casas particulares prácticamente desaparecieron de la avenida Insurgentes.

### Actualidad

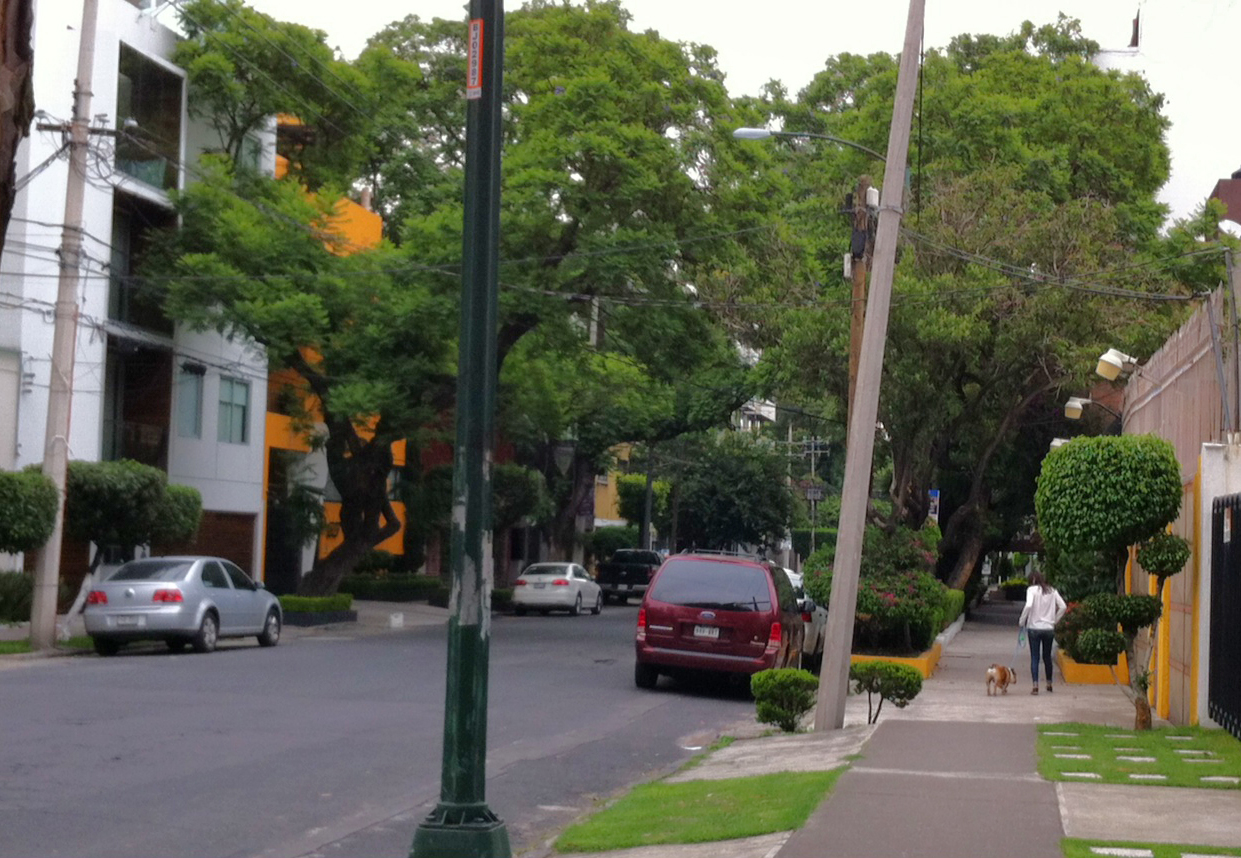
Una calle de la Colonia Del Valle, 2014.

La transformación que comenzó en las décadas de 1980 y 1990 ha continuado sin cesar. Su ubicación cada vez más céntrica, junto con una red de vías de comunicación que facilitan el desplazamiento rápido y sencillo hacia diversos puntos de la ciudad, ha favorecido que la Colonia del Valle siga siendo una zona residencial preferida por los estratos sociales de clase media-alta. 
Este crecimiento ha venido acompañado de un proceso de gentrificación, que, si bien ha revitalizado la zona, también ha generado una serie de problemas. 

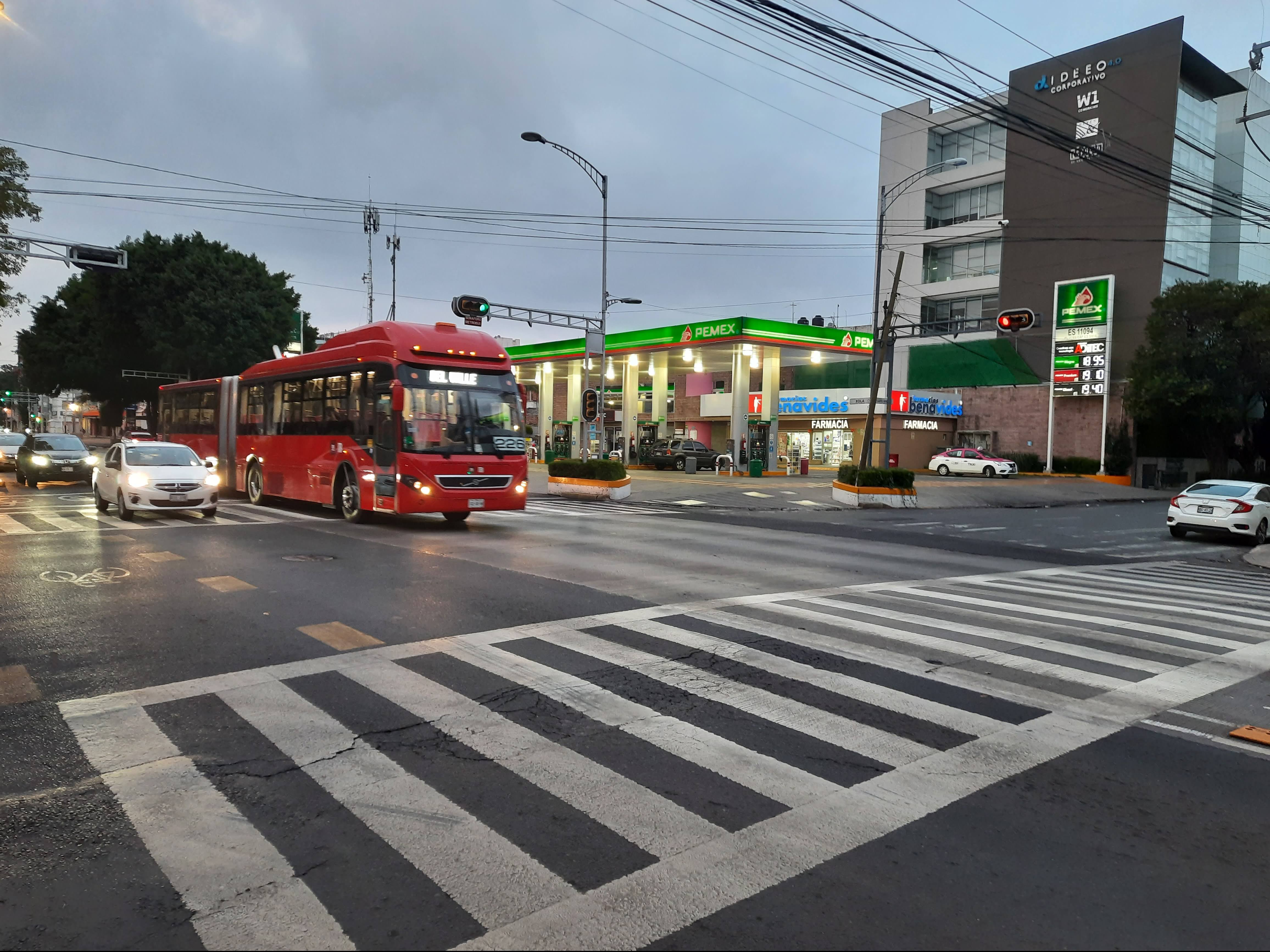
Metrobús en la esquina de Eje 4 Sur Xola con Eje 3 Poniente Gabriel Mnacera, Col del Valle.

El aumento de la renta y la presión sobre los servicios y comercios locales han desplazado a algunos residentes originales, lo que ha alterado el carácter del barrio. Además, la expansión de desarrollos inmobiliarios y la llegada de nuevos comercios han incrementado la desigualdad y exacerbado la falta de espacio accesible para quienes no pueden pagar los precios actuales. 
Aun así, aún quedan muchas de sus antiguas casas y casonas, y el aire residencial subsiste en ciertas zonas de la colonia, sobre todo en la sección Insurgentes San Borja, donde la acción vecinal ha logrado proteger en forma notable el uso de suelo, de tal suerte que ahí no se ha construido ningún edificio.
La creciente densidad poblacional ha afectado la disponibilidad de estacionamientos y ha aumentado la saturación del transporte público, particularmente del Metrobús, que es una de las principales opciones de movilidad en la zona. Aunque la cercanía a estaciones de Metrobús y del metro facilita la conectividad, la demanda ha hecho que estos medios de transporte se congestionen durante las horas pico, complicando el desplazamiento para residentes y trabajadores.

## Delimitación territorial
La Colonia del Valle se encuentra dividida en tres secciones, Norte, Centro y Sur, las cuales en su conjunto permiten delimitarla de la siguiente forma:

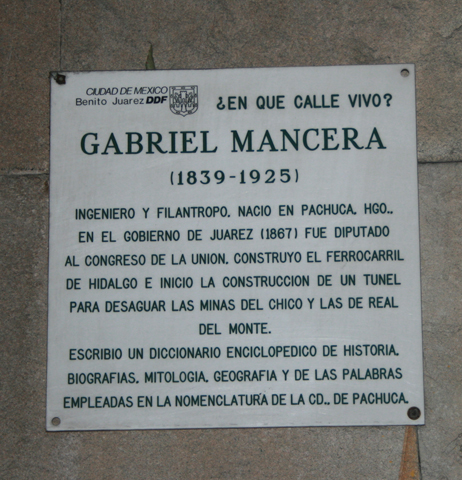
Placa con descripción del origen de la Avenida Gabriel Macera.

| Límite   | Vialidad                                                                          | Colindancia                                                                                              |
| -------- | --------------------------------------------------------------------------------- | --- |
| Norte    | - Viaducto Miguel Alemán Valdés                                                   | - Colonia Roma Sur                                                                                       |
| Oriente  | - Calle Nicolás San Juan - Avenida División el Norte - Avenida Universidad        | - Colonia Narvarte - Colonia Letrán Valle - Pueblo de Santa Cruz Atoyac - Pueblo de Xoco                 |
| Sur      | - Calle José María Olloqui - Eje 8 Sur - Calle Parroquia                          | - Colonia Acacias - Colonia Actipan                                                                      |
| Poniente | - Av. Insurgentes - Calle Adolfo Prieto - Av. Porfirio Díaz - Calle Patricio Sanz | - Colonia Nápoles - Colonia Insurgentes San Borja - Colonia Tlacoquemécatl - Colonia Insurgentes Mixcoac |

### Nomenclatura de calles
Las vialidades de la colonia Del Valle fueron nombradas en alusión a filántropos mexicanos de los siglos XVIII, XIX y principios del XX. Entre ellos se encuentran Concepción Béistegui, Ángel Urraza, Félix Cuevas, Luz Saviñón y Mier y Pesado, entre otros.

## Cultura local

### Arquitectura y desarrollo urbano

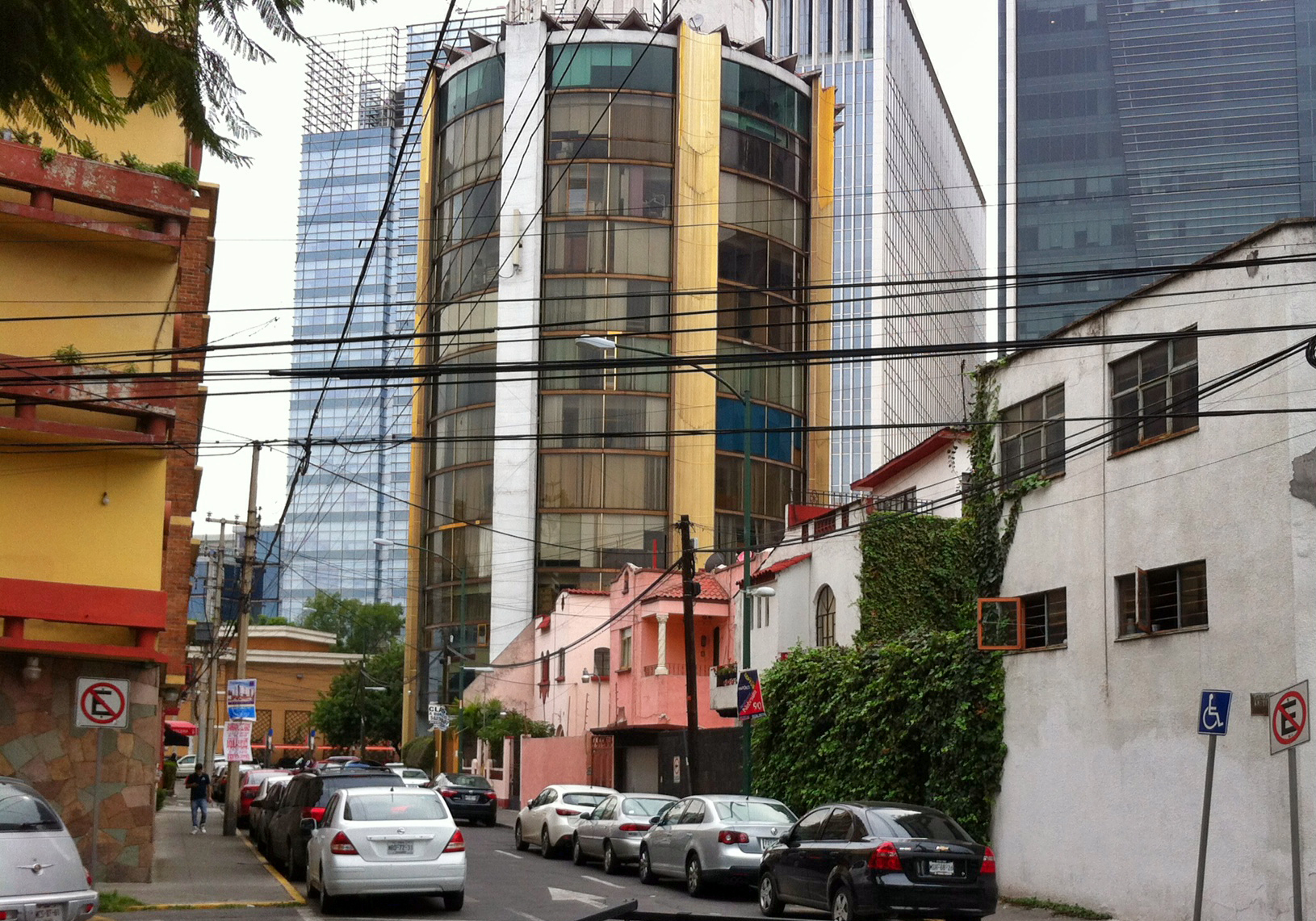
Una calle en que conviven los diversos estilos arquitectónicos de la zona, colonial californiano (derecha), edificios y rascacielos funcionalistas y minimalistas (izquierda y al fondo), que muestran las huellas del paso de tiempo.

La zona acumula proliferación de estilos arquitectónicos. Destacan algunas construcciones que datan del virreinato; casonas de estilo colonial californiano y vestigios art nouveau del Porfiriato; edificios y casas art decó (ya en menor medida). Al final de la década de los años 60 comenzó una fiebre de construcción de pequeños rascacielos, de tal modo que la zona se volvió una de las más densamente pobladas de la Ciudad de México. En consecuencia se construyó el Centro Urbano Presidente Alemán, de estilo funcionalista, inspirado por Le Corbusier y diseñado por Mario Pani.

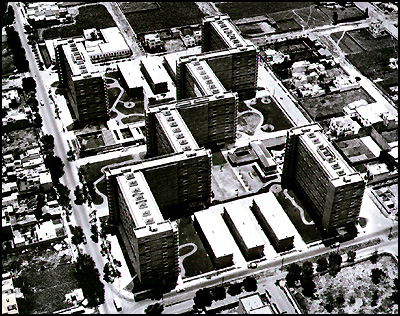
Vista aérea del Centro Urbano Presidente Alemán en los años 60.

En las décadas posteriores la zona sufrió tremendos cambios estructurales, desde el reordenamiento de tránsito, hasta la cohabitación entre clases de diferentes estratos. Donde antes hubo construcciones de grandes terrenos y proporciones, ahora se levantaban grandes edificios para alimentar las necesidades de la creciente clase alta, que con el tiempo, desembocaría en una auge de lofts, edificios minimalistas y departamentos de lujo, creando una esfera inmobiliaria de altos precios, por su ubicación y añejo prestigio.

### Áreas verdes, plazas y monumentos
Dentro de la zona se encuentran parques, jardines, glorietas, camellones, jardineras y calles, que destacan por sus extensas áreas verdes.

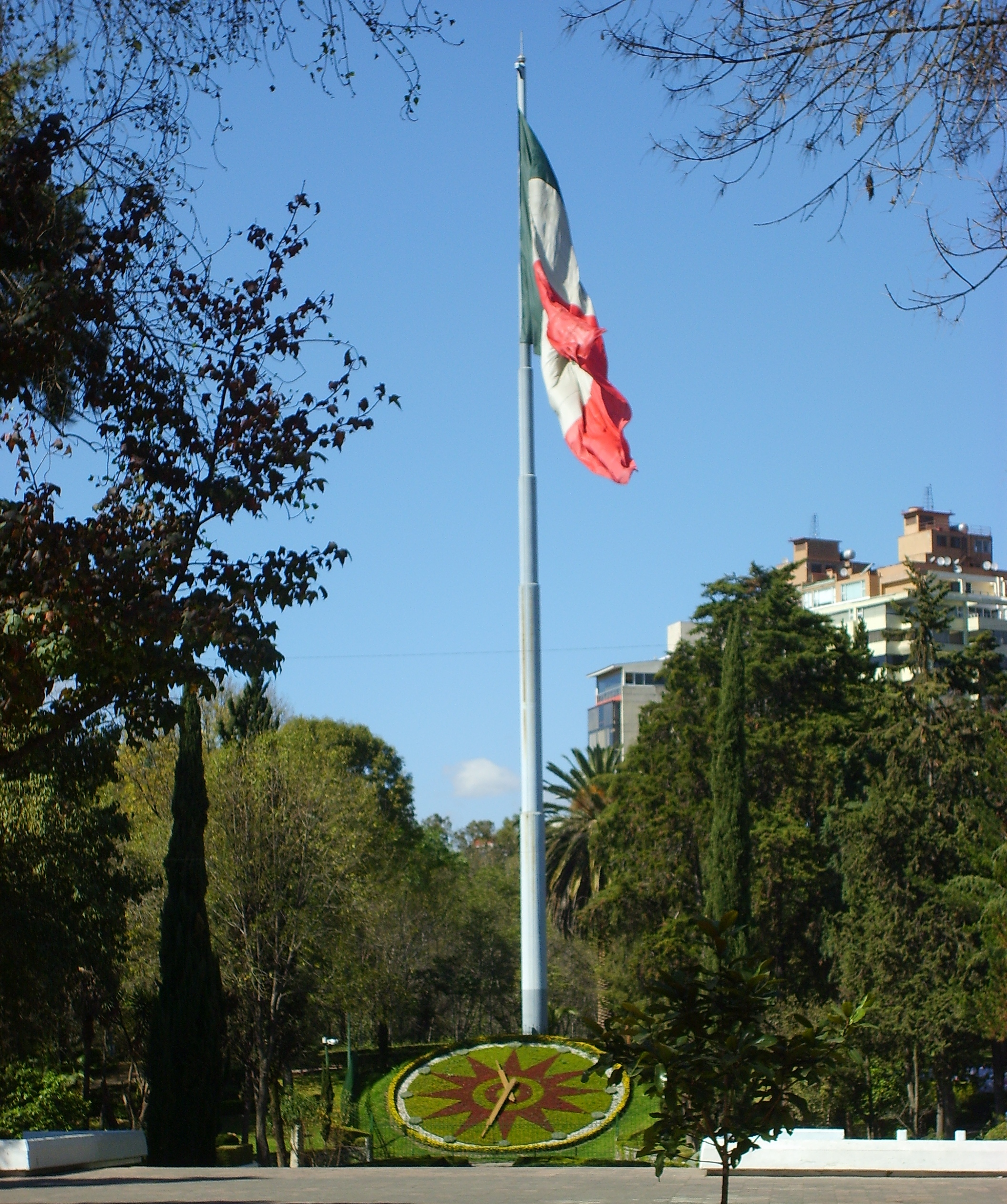
El Parque Hundido "Luis G. Urbina", sobre la Avenida de los Insurgentes.

En el límite del perímetro de la zona, se encuentra el "Parque Luis G. Urbina", conocido como el parque Hundido. Entre otros, en la parte norte de la zona se encuentra el Parque María Enriqueta Archivado el 5 de julio de 2022 en Wayback Machine., de forma triangular. Hacia el centro de la zona, está el Parque Mariscal Sucre Archivado el 12 de febrero de 2020 en Wayback Machine., donde se halla el "Kiosco francés", que data del Porfiriato, así como sus plazas aledañas y fuentes de león.
El Parque de Tlacoquemécatl Archivado el 14 de agosto de 2022 en Wayback Machine. se conoce como "Jardín del Arte", por la presencia dominical de pintores que exhiben su obra para la venta, y el Parque de las Arboledas Archivado el 25 de febrero de 2021 en Wayback Machine., el más grande de la zona. En la parte sur, están el Parque de San Lorenzo Archivado el 18 de mayo de 2022 en Wayback Machine. y el Jardín Pascual Ortiz Rubio, y en el extremo sur, el Parque Acacias Archivado el 17 de febrero de 2020 en Wayback Machine..

### Recintos y sitios

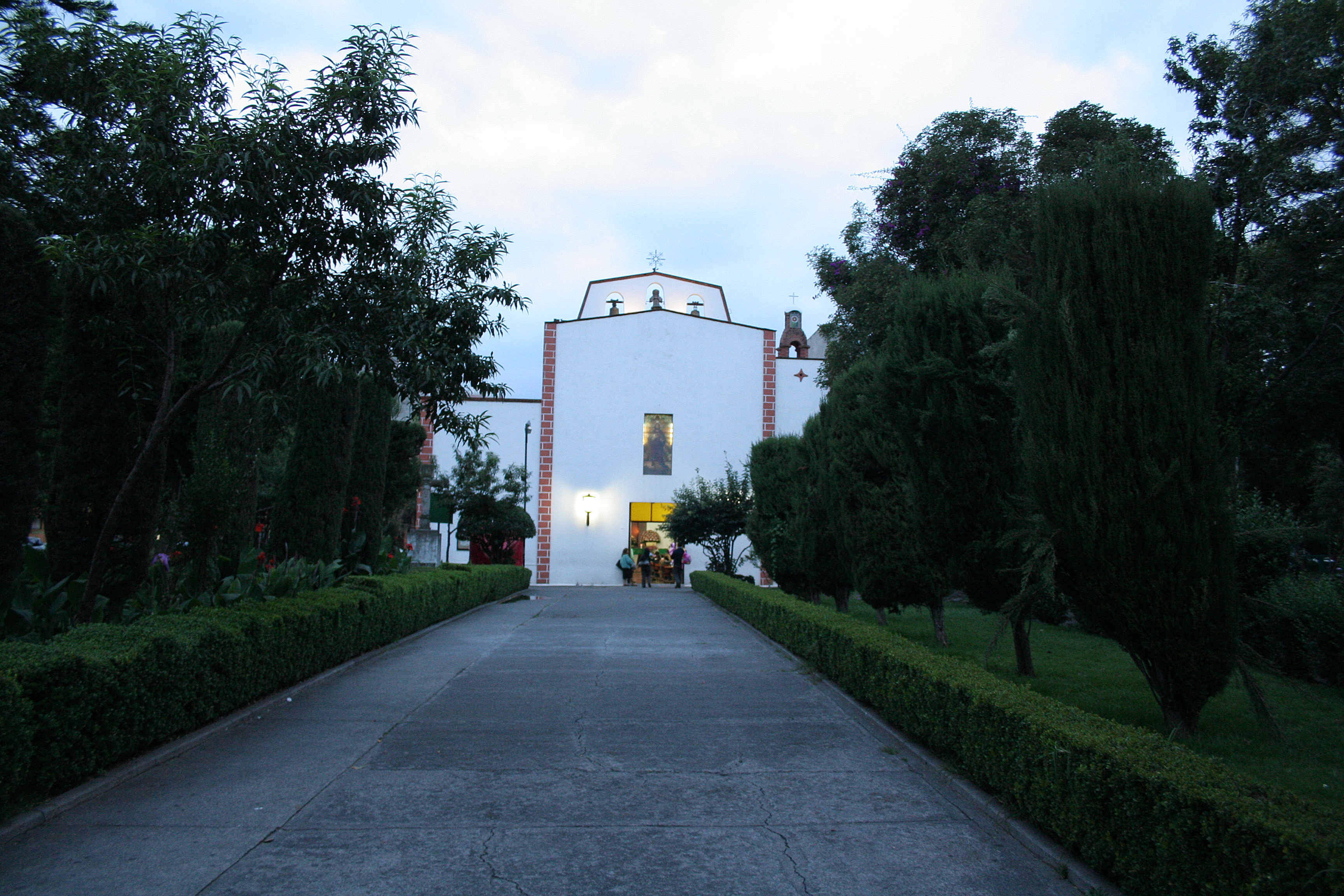
Parte del Jardín del Arte de Tacoquemecatl.

El área alberga distintos lugares para el incentivo y enriquecimiento cultural, así como de entretenimiento. De entre ellos el Polyforum Cultural Siqueiros, ubicado en el límite de su perímetro con la vecina Colonia Nápoles. El cual alberga el mural más grande del mundo, La marcha de la humanidad, realizado por el muralista David Alfaro Siqueiros. El Teatro Julio Prieto, forma parte de la red nacional de teatros del Instituto Mexicano del Seguro Social (IMSS). El proyecto fue realizado por el arquitecto Alejandro Prieto y la construcción estuvo a cargo del arquitecto Luis Zedillo Castillo, para finalmente ser inaugurado en 1960. La Sala Julián Carrillo, se encuentra dentro de las instalaciones de Radio UNAM. El centro cultural El Hormiguero, inaugurado en 2018, ha sido acreedor a tres nominaciones en los Premios Metropolitanos de Teatro de la Ciudad de México.

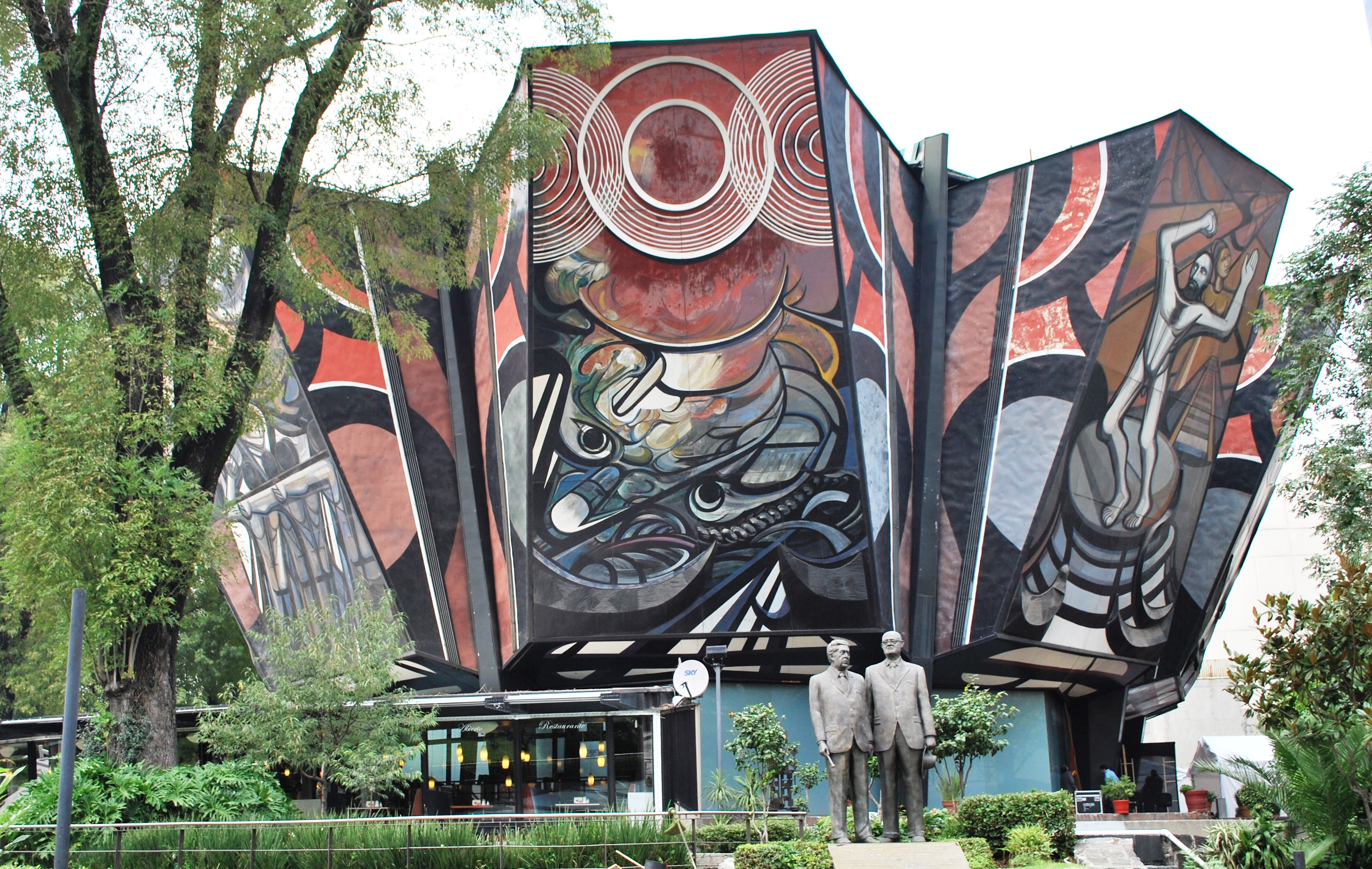
El Polyforum Cultural Siqueiros, ubicado en la avenida de los Insurgentes, en el límite de la zona.

La Academia Mexicana de Artes y Ciencias Cinematográficas tiene su sede en la Casa-Museo Luis Buñuel, donde el cineasta español vivió durante sus años en México. Es un espacio multidisciplinario inaugurado en 2011 para alojar eventos académicos, científicos y culturales; también es un sitio para la formación de profesionales del cine, así como para la difusión del legado del artista, con apoyo de la Universidad Nacional Autónoma de México y el Ministerio de Cultura de España.
Otros espacios para actividades culturales se encuentran Radio Educación, con una galería de exposiciones y un foro, una sede de la Alianza Francesa y la sede de la Casa de Brasil en México, la Casa de Cultura "Emilio Carballido", el Centro de Artes Decorativas "La Cabaña", la Casa de Cultura Del Valle Sur.
Muy cerca del área se encuentra la zona arqueológica de Mixcoac en la vecina San Pedro de los Pinos.

### Templos

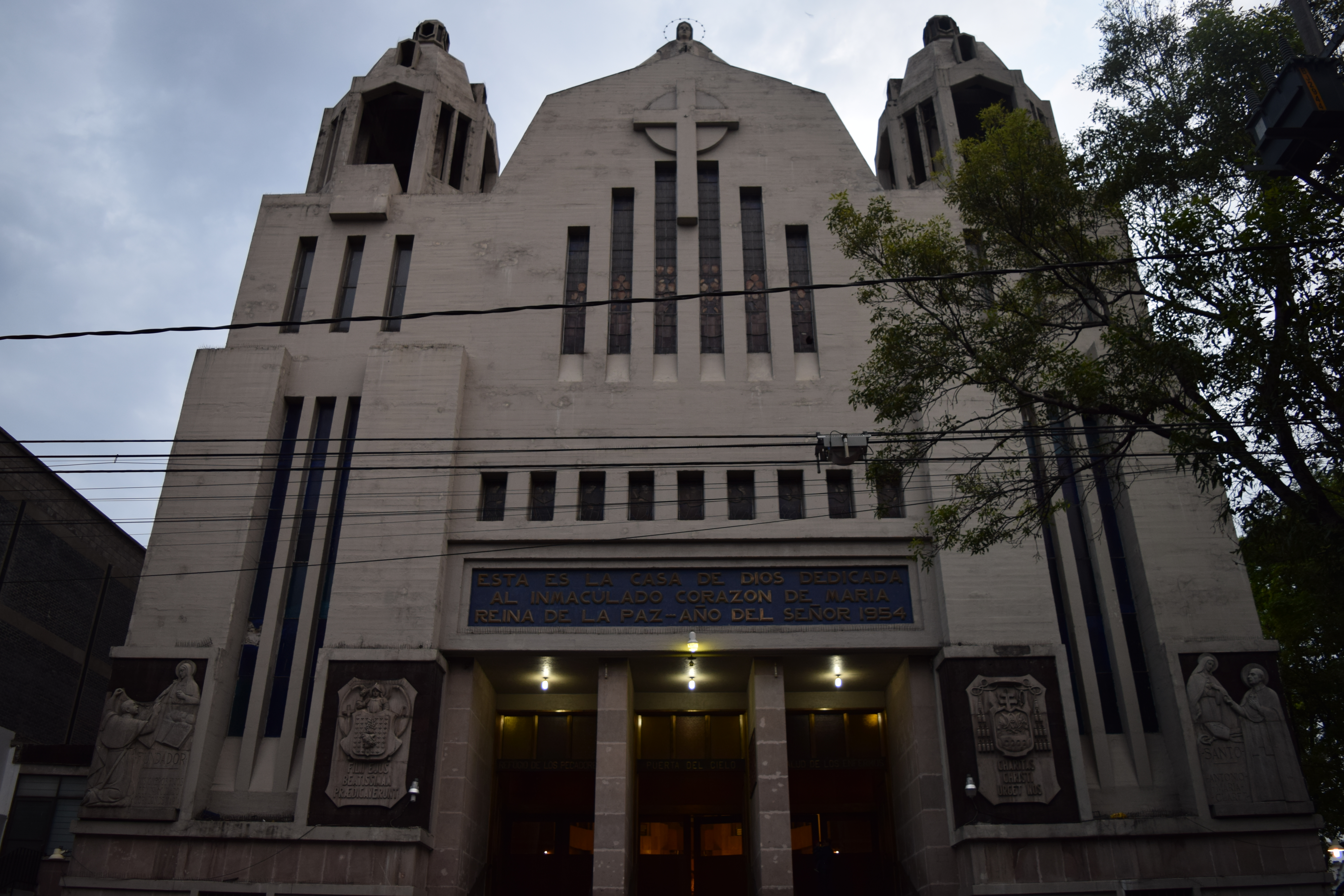
La icónica Iglesia del Purísimo Corazón de María, de estilo arquitectónico art déco, funcionalista y gótico, qué datan de primera mitad del.

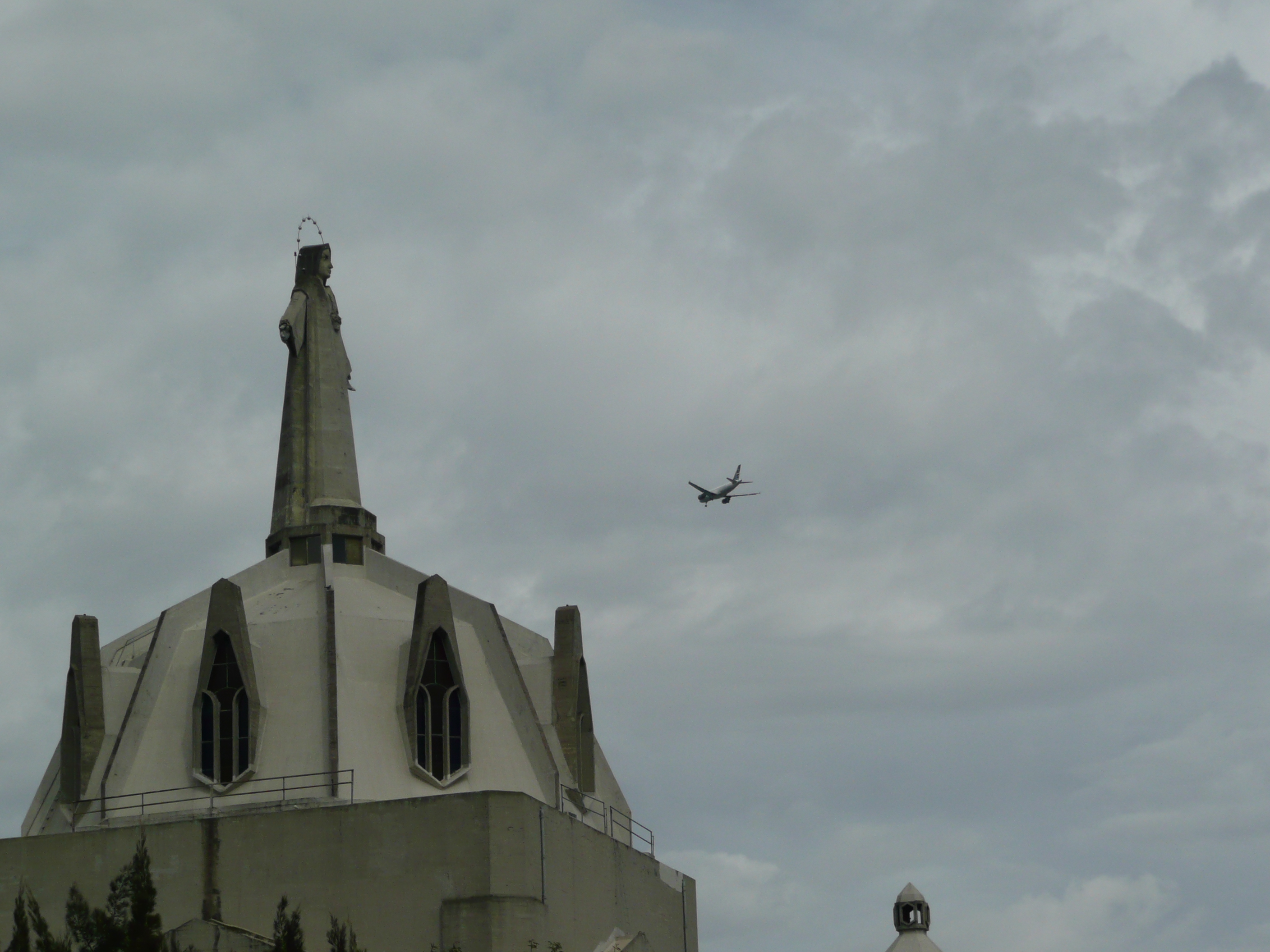
Cúpula de la Iglesia del Purísimo Corazón de María rematada por una estatua de la Virgen María con los brazos semiabiertos.

En la Colonia Del Valle se encuentra diversos templos católicos. Uno de los principales es la iglesia del Purísimo Corazón de María, ubicada en la calle Gabriel Mancera, a un costado del parque Mariscal Sucre. Un alto edificio que se realizó durante la primera mitad del siglo XX, entre los años 1947 y 1953; a cargo del Arquitecto Antonio Muñoz.
En la esquina de las calles Fresas y San Lorenzo, frente al parque San Lorenzo, se encuentra el Templo de Santa Mónica (1962); realizada por Félix Candela.
A unos metros de ahí, enclavado en su parque homónimo, se encuentra el Templo de San Lorenzo Xochimanca. Esta pequeña capilla que data del siglo XVII. La Parroquia de la Divina Providencia Archivado el 18 de agosto de 2022 en Wayback Machine., en la calle de Parroquia, a de fines de los años 60. La parroquia del Señor del Buen Despacho del siglo XIX, cuya construcción definitiva tuvo lugar en 1959. Y de la misma época, el Templo de Santo Tomás Actipan Archivado el 18 de agosto de 2022 en Wayback Machine. (1807) es reminiscente de lo que fue el pueblo de Actipan. La parroquia de Nuestra Señora de la Piedad, ejemplo de la arquitectura religiosa de mediados del siglo XX; en su interior conserva un mural de Pedro Medina Guzmán, así como una pintura anónima del siglo XVII.

### Fiestas
El día 10 de agosto se celebra la fiesta de San Lorenzo Mártir en la plaza del Templo de San Lorenzo Xochimanca y sus inmediaciones, que desde el siglo XVI reúne algunos de los pueblos originarios de la Alcaldía Benito Juárez, como el de Tlacoquemecatl, San Simón Ticumán, Santa Cruz Atoyac, Mixcoac y San Juan Maninaltongo, entre otros.

## Economía y servicios

### Corporativos y sedes

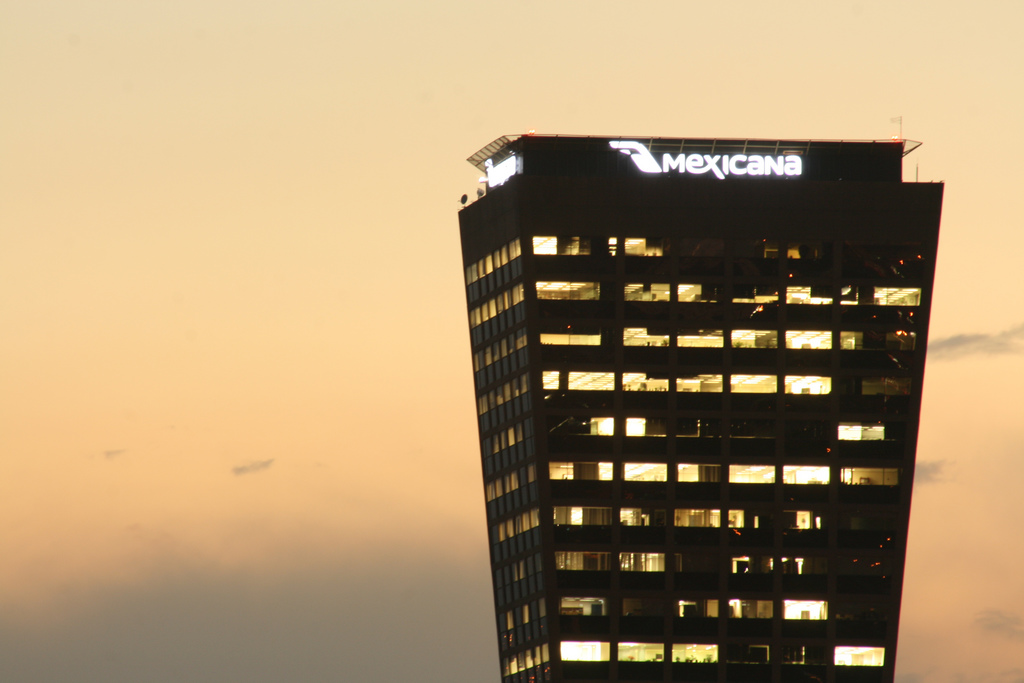
Antigua Torre Mexicana de Aviación, hoy día perteneciente a FUNO.

La presencia de sedes y oficinas es muy abundante en la zona, tanto gubernamentales como privadas. Principalmente el corredor financiero de la avenida de los Insurgentes, representa la mayor concentración de corporativos de gran magnitud, con grandes rascacielos, destaca el World Trade Center de la Ciudad de México; así como en las principales avenidas de la colonia se encuentran numerosos edificios de oficinas. Entre las más destacables, la Secretaría de Energía, la Secretaría de Agricultura, Ganadería, Desarrollo Rural, Pesca y Alimentación, la Escuela Nacional Preparatoria, L'Oreal de México, AXA, entre otras.

### Comercio
Dentro de la zona existe una oferta comercial muy diversa. Existen tres mercados tradicionales, el mayor y más antiguo, Mercado de Lázaro Cárdenas, fue fundado en 1956; le sigue en antigüedad el Mercado 24 de Agosto, inaugurado en 1959; y el Mercado de Tlacoquemécatl, que fue inaugurado en 1964 y remodelado a principios de 2014, a imagen del Mercado de San Miguel de Madrid. De igual manera cuenta con una amplia gama de supermercados. Y también hay innumerables comercios pequeños que ofrecen todo tipo de productos y servicios.
De igual manera diversos centros comerciales, el más tradicional de ellos son las Galerías Insurgentes, perteneciente al grupo de Liverpool. Otros centros relevantes ubicados en su perímetro son, la plaza Universidad, con una gran tienda ancla de la cadena Sears, ubicada en la avenida de mismo nombre, y el Centro Comercial Mitikah, ubicado en el final de dicha avenida, perteneciente al grupo El Palacio de Hierro con una tienda ancla del mismo grupo.

### Salud

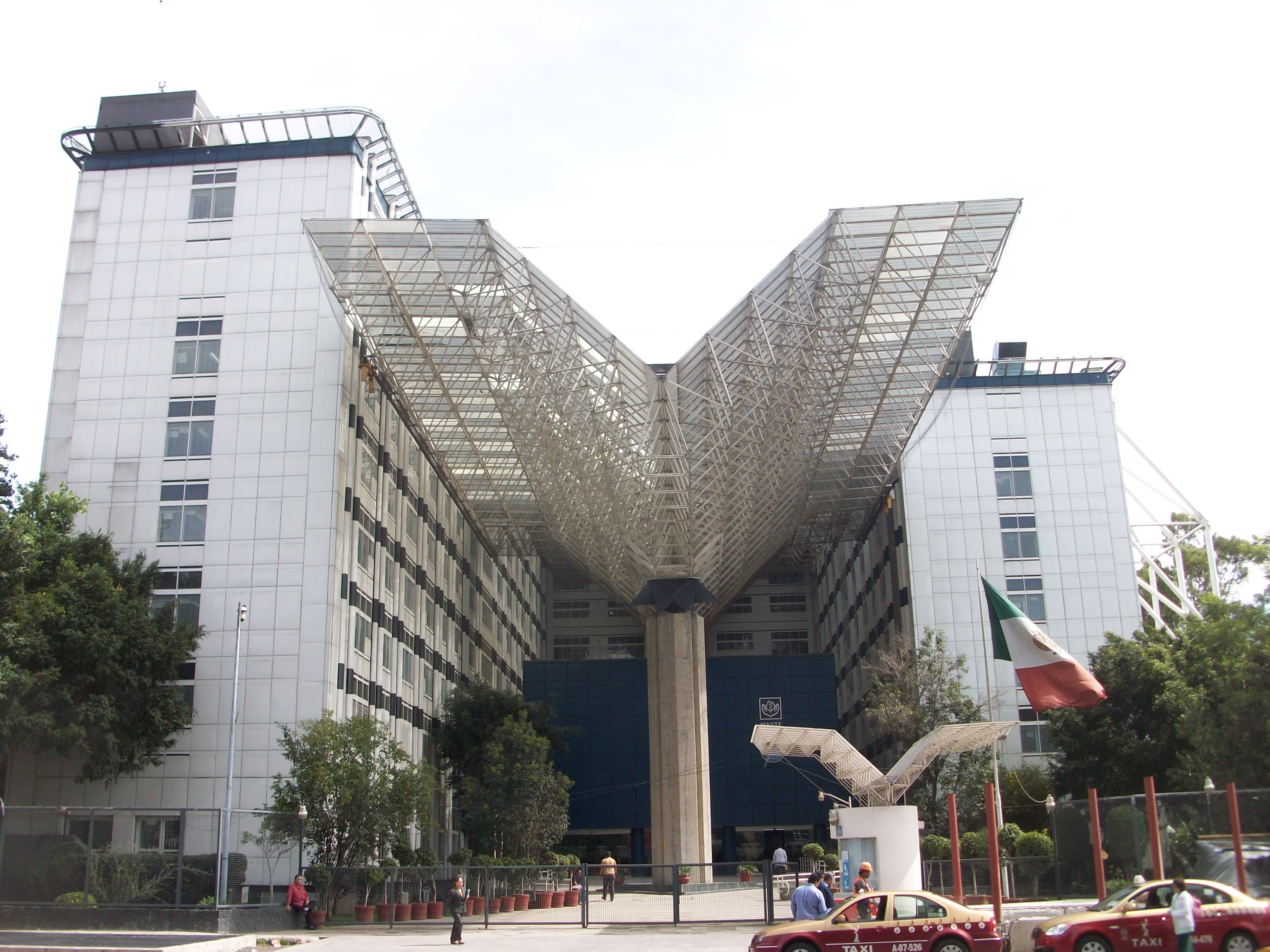
El Centro Médico Nacional 20 de Noviembre.

La Colonia del Valle cuenta con gran diversidad de servicios médicos. En lo que se refiere a hospitales, sobresalen tres unidades del sistema nacional de salud pública. El más grande es el Centro Médico Nacional 20 de Noviembre, del Instituto de Seguridad y Servicios Sociales de los Trabajadores del Estado (ISSSTE), y que ocupa dos manzanas en Félix Cuevas y avenida Coyoacán. Fundado en 1961, y actualmente con una capacidad de 525 camas, es un hospital de muy alto nivel técnico, en el cual han tenido lugar varios hitos en la Historia de la medicina mexicana.
También es de muy alto nivel el Hospital General Regional N.º 1 del IMSS, ubicado en la calle de Gabriel Mancera esquina con Xola. A unas cuadras de ahí se encuentra la Unidad Medicina Familiar N.º 28, también del IMSS.
En lo que se refiere a medicina privada hay algunos hospitales y clínicas menores, como es el caso del Hospital San José, en el extremo sureste de la colonia, y numerosos grupos médicos y consultorios privados ubicados en edificios y casas. Asimismo, en la Colonia Del Valle hay presencia de varios laboratorios clínicos y gabinetes radiológicos.

### Educación
La Colonia del Valle es famosa por contar con múltiples insituciones educativas de todos los niveles, entre las más conocidas se encuentran el Centro Universitario México, el Instituto México, la Escuela Tomás Alva Edison, el colegio suizo filial educacional de la Embajada de Suiza en México.

## Residentes ilustres
- Pedro Infante (1917-1957), actor de la Época de Oro del cine mexicano.
- Sara García (1895-1980), actriz de la Época de Oro del cine mexicano.
- Federico Cantú (1907-1989), pintor mexicano.
- Curro Rivera (1951-2001), torero mexicano.
- Guillermo Murray (1927-2021), actor argentino.
- Julio Alemán (1930-2012), actor mexicano.
- Raymundo Capetillo (1943-2020), actor mexicano.
- Julio Scherer García (1926-2015), periodista mexicano.
- Rosa Carmina (1929-presente), actriz cubana, nacionalizada mexicana.
- Ana Luisa Peluffo (1929-presente), actriz mexicana.
- María Elena Velasco (1940-2015), actriz mexicana famosa por su personaje “La India María”.
- Úrsula Prats (1959-presente), actriz mexicana.
- Ninón Sevilla (1929-2015), vedette y actriz cubana-mexicana.
- Silverio Pérez (1915-2006), torero mexicano.
- Heriberto Murrieta (1965), destacado periodista deportivo y comentarista taurino.
- Salvador “ el Negro” Ojeda (1931-2011), cantante y compositor mexicano.
- Olga Dondé (1937-2004), pintora mexicana.
- Rafael Puente (1950-presente), futbolista mexicano.
- David Huerta (1949-2022), poeta y periodista.
- Elena Poniatowska (1932- presente), escritora y periodista mexicana, Premio Nacional de Periodismo 1979, co-fundadora de la Cineteca Nacional, el periódico La Jornada y Siglo XXI, prestigiosa editorial que tuvo sus primeras instalaciones en la casa de su abuela en la Colonia del Valle. [29]
- Luis Buñuel (1900-1983), director de cine de origen español y naturalizado mexicano. Vivió en Cerrada Félix Cuevas 27.
- Matilde Landeta (1913–1999) la primera cineasta mexicana de renombre de Época de Oro del cine mexicano.
- Artemio de Valle Arizpe (1884-1961) Escritor y diplomático. Vivió en la calle de Ajusco 16, nombrada calle de Artemio de Valle Arizpe en su honor.[30]
- Guillermo Allier (1935), badmintonista internacional mexicano, miembro de la primera e histórica selección nacional que compitió por la copa del mundo de 1964. 4 veces campeón nacional de México.
- Roberto Gómez Bolaños "Chespirito" (1929-2014) Actor, comediante, dramaturgo, escritor, guionista, compositor musical, director y productor de televisión. Vivió en la casa de Ángel Urraza esquina con Sacramento.[31]
- Leticia Perdigón (1956-presente), actriz mexicana.
- Angélica Aragón (1953), destacada primera actriz mexicana. Vivió en la Colonia del Valle.[32]
- Enrique "Perro" Bermúdez (1950), destacado cronista de fútbol de TUDN (TelevisaUnivision). Vivió su infancia en la Colonia del Valle.

## En la cultura popular
La colonia Del Valle ha sido retratada o ha servido como escenario en diversas producciones cinematográficas, televisivas, radiales o literarias, tanto nacionales como extranjeras, en lugares como el Centro Urbano Presidente Alemán, el parque de las Arboledas, así como en sus calles e inmediaciones.

### Cine
- Pueblo de Tlacoquemecatl (2019), de Guadalupe Martínez Zepeda.[34]
- Lo que quedó de Pancho (2004), de Amir Galván.
- Y tu mamá también (2001), de Alfonso Cuarón.
- Romeo + Juliet, de Baz Luhrmann, se filmó en la parroquia del Purísimo Corazón de María, en 1996.
- West Side Story (1961), de Robert Wise.
- El joven del carrito (1959), de René Cardona, estelarizada por Clavillazo.
- ¿Adónde van nuestros hijos? (1956), de Benito Alazraki.
- Maldita ciudad (1954), de Ismael Rodríguez.
- Los Fernández de Peralvillo (1953), de Alejandro Galindo.
- La ilusión viaja en tranvía (1953), de Luis Buñuel.
- Salón de belleza (1951), de José Díaz Morales, con Rita Macedo y Emilio Tuero, se filmó y se desarrolla en el barrio.

### Radio
- Porfirio Díaz, una calle de la colonia Del Valle (2016), México lindo y querido, Instituto Morelense de Radio y Televisión.

### Literatura
- La Colonia Del Valle, 100 años, Editorial Algarabía, Ciudad de México, 2008.[6]